# Brigitte Haas-Gebhard
Brigitte Haas-Gebhard (* 21. August 1963 in Schweinfurt) ist eine deutsche Mittelalterarchäologin und Leiterin der Abteilung Mittelalter/Neuzeit in der Archäologischen Staatssammlung München.

## Leben und Wirken
Haas-Gebhard machte in Schweinfurt das Abitur und studierte anschließend die Fächer Vor- und Frühgeschichte, Klassische Archäologie und Alte Geschichte in Würzburg und München. Sie wurde 1988 in Würzburg mit der Arbeit zum Thema Ein frühmittelalterliches Gräberfeld bei Dittenheim, Lkr. Weißenburg-Gunzenhausen, Mittelfranken promoviert.
Nach einer kurzen Tätigkeit 1988/1989 am Germanischen Nationalmuseum in Nürnberg wurde sie 1989 Abteilungsleiterin Mittelalter/Neuzeit an der Archäologischen Staatssammlung München. Sie wirkte an verschiedenen Ausstellungsprojekten der Archäologischen Staatssammlung mit, darunter bei der 2024 abgeschlossenen Neugestaltung des Münchner Haupthauses. Als Projektleiterin zeichnete sie für die Münchner-Schmankerl-Tour, einen Audioguide in Zusammenarbeit mit Luise Kinseher und das  Augmented Reality Game Spiel der Schlange, das vom Bayerischen Staatsministerium für Wissenschaft und Kunst im Rahmen des Programms kultur.digital.vermittlung gefördert wurde, verantwortlich.
Ihr besonderes Forschungsinteresse gilt den Funden aus frühmittelalterlichen Gräbern, denen sie sich in zahlreichen wissenschaftlichen Projekten und Arbeiten gewidmet hat, herausgehoben sei hier die Beschäftigung mit den hochrangigen Funden aus Unterhaching (Lkr. München) und Wittislingen (Lkr. Dillingen a.d. Donau) sowie das von der Volkswagenstiftung im Rahmen des Programmes "Forschung in Museen" geförderte Projekt "Frauen des frühen Mittelalters mit künstlich verformten Schädeln". Die von ihr erzielten wissenschaftlichen Ergebnisse vermittelt sie in zahlreichen Führungen, Vorträgen und Publikationen auch einer breiten, allgemein interessierten Öffentlichkeit.